# 白髮魔女傳 (1993年電影)
《白髮魔女傳》即依據香港作家梁羽生所撰寫的武俠小說《白髮魔女傳》為基礎，再進行改編的電影作品。 續集為《白髮魔女2》。

## 概述
故事劇情描述一對彼此相愛的江湖兒女，卻因為的雙方身份太過懸殊，引起正邪兩派的干預，繼而掀起江湖上的腥風血雨。整個畫面在美術和服裝方面十分講究，完全突破傳統武俠片模式，充分運用燈光和攝影製造出華麗的效果，營造出目眩神馳的武俠世界。

## 劇情簡介
武當派弟子卓一航狂放不羈，從小天資聰穎，深受八大門派盟主紫陽真人的疼愛，盼他有朝一日能成為武林盟主，但他卻無心爭取。某夜，生性善良的卓一航從一群獵人的手中，救出一隻被捕獲的山羊，卻迷失在荒郊野外之間，遭遇到狼群的襲擊。後來，幸得狼女用笛聲解救於危難，而她也在卓一航心裏面，留下了深刻的倩影。
多年前，神宮教主姬無雙為報當年八大門派抄家滅門之仇，造成現在不斷派遣麾下部眾侵擾武林門派。為此，武當派掌門紫陽真人欲趁魔教尚未成氣候前，囑咐卓一航擔任統領一職，率領八大門派眾弟子，前往殲滅魔教。但是，宅心仁厚的卓一航卻無意擔任此職，但礙於師命難違，只好勉為其難接下統領一職與軍令令牌。
六日後，魔教部眾突然趁夜襲擊八大門派弟子，正逢雙方人馬廝殺之際，卓一航出手欲制止殺戮。此時，卓一航碰上了傾心已久的狼女，向她表達愛慕之情時，反而讓他的師姐何綠華趁機偷襲她。卓一航見狀，立即解救狼女逃離打鬥現場，帶領著她前往上次相逢的洞穴內療養傷勢。倆人獨處期間，彼此愛苗迅速滋長，卓一航在了解她的身世背景後，替她取名為練霓裳，並許諾下永遠相信她的誓言。
某天，練霓裳留下字條給卓一航，盼他等她回來相聚。原來，練霓裳返回神宮告知教主姬無雙，表明想脫離神宮並願意自動獻身給予他，換取恢復自由之身。但是，姬無雙在知道練霓裳想脫離的原因後，在傷心欲絕的情況下，告知如果想順利離開神宮，必須不使用武功，並通過殘酷刑法後，才能得以離開此地。心意已決的練霓裳隨即答應，並通過酷刑後，帶著渾身傷痛離開。
不久後，處在洞穴內守候的卓一航，見到前來規勸返回武當派的師兄弟，告知他無論如何都必須前往見掌門一面，交代事情緣由。詎料，卓一航一行人返回武當派後，居然見到武當道觀內屍橫滿地，武當派掌門紫陽真人身首異處，現場唯一的活口卻告訴他殺人兇手為狼女。同時，前來武當派尋找卓一航的練霓裳，反而遭受到武當派弟子群起圍殺，加上她氣憤卓一航對她的質疑，導致她大開殺戒。
為此，卓一航見狀出手阻止練霓裳，並掌摑她，盼能停止殺戮。此刻，心覺受辱的練霓裳在萬念俱灰的影響下，突然性情大變，甚至於她原本烏黑亮麗的頭髮，瞬間化成如雪白絲……

## 與原著出入之處
原著指卓一航是武當派的掌門繼承人和官宦之後，而練霓裳是綠林中人，因行事兇狠而被人稱為玉羅剎，專殺明朝的貪官污吏，後來兩人相戀，不過礙於兩人身份懸殊，不能在一起，於是卓一航決定辭去掌門一職，但卓一航仍然有負練霓裳，練霓裳最終傷心不已，變成一夜白髮，自此江湖上多了一位白髮魔女。

## 人物角色
| 角色           | 演員   | 粵語配音 | 備註                       |
| 狼女／練霓裳   | 林青霞 | 馮蔚衡   | 姬無雙的部下               |
| 卓一航         | 張國榮 | 張國榮   | 武當派弟子                 |
| 姬無雙         | 呂少玲 | 曾秀清   | 雌雄連體（女），神宮教主   |
| 姬無雙         | 吳鎮宇 | 吳鎮宇   | 雌雄連體（男），神宮教主   |
| 何綠華         | 藍潔瑛 | 盧素娟   | 武當派弟子，白雲道長的女兒 |
| 虞新城         | 鄭敬基 | 鄭敬基   | 武當派弟子                 |
| 白雲道長       | 羅樂林 | 陳永信   | 武當派長老，卓一航的師叔   |
| 紫陽真人       | 鮑 方  | 楊捷康   | 武當派掌門，卓一航的師傅   |
| 吳三桂         | 高 雄  | 高翰文   | 山海關將領，卓一航的朋友   |
| 狼女（童年）   |        |          | 姬無雙的部下               |
| 卓一航（童年） | 江麗娜 | 江麗娜   | 武當派弟子                 |
| 何綠華（童年） |        |          | 武當派弟子，白雲道長的女兒 |
| 虞新城（童年） | 胡耀鋒 |          | 武當派弟子                 |
| 未具名         | 劉鎮偉 |          | 八大門派長老               |
| 耶律聶堂       | 鄭家生 | 盧 雄    | 大清朝廷八旗總管           |

## 獎項
| 頒獎典禮             | 獎項             | 名字                           | 結果 |
| -------------------- | ---------------- | ------------------------------ | ---- |
| 第30屆金馬獎         | 最佳攝影         | 鮑德熹                         | 提名 |
| 第30屆金馬獎         | 最佳美術設計     | 馬磐超                         | 提名 |
| 第30屆金馬獎         | 最佳改編劇本     | 胡大為、鄧碧燕、林紀陶、于仁泰 | 獲獎 |
| 第30屆金馬獎         | 最佳電影歌曲     | 張國榮、林夕                   | 獲獎 |
| 第13屆香港電影金像獎 | 最佳剪接         | 胡大為                         | 提名 |
| 第13屆香港電影金像獎 | 最佳電影配樂     | 袁卓凡                         | 提名 |
| 第13屆香港電影金像獎 | 最佳電影歌曲     | 張國榮、林夕                   | 提名 |
| 第13屆香港電影金像獎 | 最佳攝影         | 鮑德熹                         | 獲獎 |
| 第13屆香港電影金像獎 | 最佳美術指導     | 馬磐超                         | 獲獎 |
| 第13屆香港電影金像獎 | 最佳服裝造型設計 | 和田惠美、張新耀               | 獲獎 |

## 主題曲
| 曲別   | 歌名               | 作曲   | 作詞 | 演唱者 |
| ------ | ------------------ | ------ | ---- | ------ |
| 主題曲 | 《紅顏白髮》       | 張國榮 | 林夕 | 張國榮 |
| 主題曲 | 《忘掉你像忘掉我》 | 張國榮 | 林夕 | 王菲   |

## 外部連結
- 香港影庫上《白髮魔女傳》的資料（繁體中文）
- 開眼電影網上《白髮魔女傳》的資料（繁體中文）
- 豆瓣电影上《白髮魔女傳》的資料 （简体中文）
- 时光网上《白髮魔女傳》的資料（简体中文）
- AllMovie上《白髮魔女傳》的资料（英文）
- 爛番茄上《白髮魔女傳》的資料（英文）
- 互联网电影数据库（IMDb）上《白髮魔女傳》的资料（英文）